# Ксилофагу
Ксилофа̀гу (на гръцки: Ξυλοφάγου) е село в Кипър, окръг Ларнака. Според статистическата служба на Република Кипър през 2001 г. селото има 4957 жители.